# Игэн, Кристофер
Кристофер Эндрю Игэн (англ. Christopher Andrew Egan; род. 29 июня 1984 года, Сидней, Австралия) — австралийский актёр.

## Биография
Игэн родился в Сиднее и в возрасте 15 лет вошёл в состав исполнителей популярного австралийского телесериала «Домой и в путь». В 2001 году за роль в этом сериале он был номинирован на премию «Logie Awards» в категории «Most Popular New Talent — Male». На протяжении трёх с половиной лет он играл роль Ника Смита и в 2003 году покинул сериал.
Позже он переехал в Лос-Анджелес и заполучил роль в картине «Возвращение», затем роль Агриппа в американском мини-сериале «Империя» и снялся в фильме «Территория девственниц». Также снимался в телесериале "Короли" .
Вскоре после «Декамерона» Игэн успешно прошёл прослушивание на роль Рорана, двоюродного брата Эрагона, в фильме «Эрагон» и вылетел в Будапешт, Венгрия, чтобы приступить к съёмкам. В 2013 году он получил роль Дориана Грея в пилоте ABC «Готика». С 2014 по 2015 год снимался в главной роли в сериале «Доминион».

## Фильмография
| Год       | Фильм                         | Оригинальное название               | Роль            |
| --------- | ----------------------------- | ----------------------------------- | --------------- |
| 2000-2003 | Домой и в путь                | Home and Away                       | Ник Смит        |
| 2003      | Дома и в пути: Секреты города | Home and Away: Secrets and the City | Ник Смит        |
| 2005      | Империя                       | Empire                              | Агриппа         |
| 2005      | Любовь вдовца                 | Everwood                            | Ник Беннетт     |
| 2006      | Первоклассный самец           | Alpha Male                          | Феликс Метусела |
| 2006      | Пропавшая                     | Vanished                            | Бен Уилсон      |
| 2006      | Эрагон                        | Eragon                              | Роран           |
| 2007      | Обитель зла 3                 | Resident Evil: Extinction           | Мики            |
| 2007      | Территория девственниц        | Virgin Territory                    | Дионео          |
| 2008      | Красавчик/милашка             | Pretty/Handsome                     | Бэкетт          |
| 2009      | Страсть                       | Crush                               | Джулиан         |
| 2010      | Письма к Джульетте            | Letters to Juliet                   | Чарли           |
| 2011      | По                            | Poe                                 | Эдгар Аллан По  |
| 2012      | Красавица и чудовище          | Beauty and the Beast                | Гаррик          |
| 2013      | Готика                        | Gothica                             | Дориан Грей     |
| 2014-2015 | Доминион                      | Dominion                            | Алекс Лэннен    |